# 松树台站
松树台乘降所，原为溪田铁路乘降所。位于辽宁省本溪市本溪满族自治县松树台村。建于1939年
。